# غزان لاغز (غافروبارمون)
غزان لاغز (بالفارسية: گزان لاگز) هي قرية تقع في إيران في قسم غافروبارمون الريفي. يقدر عدد سكانها بـ 0 نسمة بحسب إحصاء 2016.